# Saltator
Saltator – rodzaj ptaków z rodziny tanagrowatych (Thraupidae).

## Występowanie
Rodzaj obejmuje gatunki występujące w Ameryce.

## Morfologia
Długość ciała 18,5–24 cm, masa ciała 30–113 g.

## Systematyka

### Etymologia
Łacińskie saltator, saltatoris – „tancerka”, od saltare – „tańczyć”; na podstawie „Grand Tangara” Buffona z lat 1770–1783  < tupiańska nazwa Tangara – tancerz, który odwraca się i obraca, dla gorzyków i różnokolorowych ziębo-podobnych ptaków.

### Podział systematyczny
Do rodzaju należą następujące gatunki:
- Saltator maximus (Statius Muller, 1776) – ziarnołusk płowogardły
- Saltator atriceps (Lesson, 1832) – ziarnołusk ciemnogłowy
- Saltator atripennis P.L. Sclater, 1856 – ziarnołusk czarnoskrzydły
- Saltator orenocensis Lafresnaye, 1846 – ziarnołusk rdzawoboczny
- Saltator grandis (Deppe, 1830) – ziarnołusk śniady
- Saltator albicollis Vieillot, 1817 – ziarnołusk białobrewy
- Saltator similis d’Orbigny & Lafresnaye, 1837 – ziarnołusk zielonawy
- Saltator olivascens Cabanis, 1849 – ziarnołusk oliwkowy
- Saltator coerulescens Vieillot, 1817 – ziarnołusk szary
- Saltator striatipectus Lafresnaye, 1846 – ziarnołusk kreskowany
- Saltator nigriceps (Chapman, 1914) – ziarnołusk kapturowy
- Saltator cinctus J.T. Zimmer, 1943 – ziarnołusk maskowy
- Saltator maxillosus Cabanis, 1851 – ziarnołusk grubodzioby
- Saltator aurantiirostris Vieillot, 1817 – ziarnołusk złotodzioby
- Saltator grossus (Linnaeus, 1766) – ziarnołusk białogardły
- Saltator fuliginosus (Daudin, 1800) – ziarnołusk okopcony